# داني بيكون
داني بيكون (بالإنجليزية: Danny Bacon)‏ هو لاعب كرة قدم بريطاني، ولد في 20 سبتمبر 1980 في منسفيلد ‏ في المملكة المتحدة. لعب مع لينكولن سيتي أف سي ونادي بيرتن ألبيون ونادي مانسفيلد تاون.

## وصلات خارجية
- داني بيكون على موقع قاعدة بيانات كرة القدم.إي يو (الإنجليزية)
- داني بيكون على موقع Soccerbase.com (لاعب) (الإنجليزية)